# فوتشي هوندا
فوتشي هوندا (باليابانية: 本田 風智) (مواليد 10 مايو 2001) هو لاعب كرة قدم ياباني.

## وصلات خارجية
- فوتشي هوندا على موقع رابطة كرة القدم اليابانية للمحترفين (اليابانية)
- فوتشي هوندا على موقع إي إس بي إن إف سي (الإنجليزية)
- فوتشي هوندا على موقع قاعدة بيانات كرة القدم.إي يو (الإنجليزية)
- فوتشي هوندا على موقع Soccerbase.com (لاعب) (الإنجليزية)
- فوتشي هوندا على موقع Soccerway.com (الإنجليزية)
- فوتشي هوندا على موقع عالم كرة القدم.نت (الإنجليزية)